# قطمر
القطمر (بالتركية: katmer)‏ أو القطَّمَة (بالقازاقية: қаттама)‏ (بالقيرغيزية: каттама)‏ أو القَطْلَمة (بالأذرية: qatlama) خبز مقلي متعدد الطبقات شائع في مطابخ آسية الوسطى. كلمة قطلمة في اللغة التركية التقليدية تعني "مطوي" ، وهي مشتقة من فعل قطلامق أي يطوي، في إشارة على الأرجح إلى طريقة خبزه. صُنع كاتمر التركي المتنوع كحلوى مع القيمر وقشدة مخثرة وتُحشى مثل العديد من الأطباق الأُخَر من عنتاب بالفستق أيضًا.

## أنواع القمطر
- قطمر سيواس
- قطمر عنتاب
- قطمر كلس[2]